# رید هاریسون
رید هاریسون (به انگلیسی: Reid Harrison؛ ۱ آوریل ۱۹۵۷ – ۱۵ ژانویهٔ ۲۰۲۴) نویسنده، فیلمنامه‌نویس و تهیه‌کننده برنامه های تلویزیونی بود. از مجموعه‌هایی که او در آن نویسندگی کرده می‌توان به سیمپسون‌ها، فیوچراما، افسون‌زدایی و سونیک بوم اشاره کرد.